# Jasmina Huremović
Jasmina Huremović (* 27. September 1992 in Dormagen) ist eine deutsche Laiendarstellerin mit Wurzeln in Bosnien und Herzegowina.

## Leben und Karriere
Huremović gehörte von September 2016 (Folge 948) bis Dezember 2019 (Folge 1762) zum  Hauptcast der Reality-Seifenoper Köln 50667 des Fernsehsenders RTL II, wo sie die Rolle der Dana Teodosić spielte. 

## Filmografie
- 2016–2019: Köln 50667 als Dana Teodosić
- 2018: Leben.Lieben.Leipzig